# 354
Римська імперія об'єднана під правлінням Констанція II. У Китаї правління династії Цзінь. В Індії починається період імперії Гуптів. У Японії триває період Ямато. У Персії править династія Сассанідів.
На території лісостепової України Черняхівська культура. У Північному Причорномор'ї готи й сармати. Історики VI століття згадують плем'я антів, що мешкало на території сучасної України приблизно з IV сторіччя.

## Події
- Констанцій II спочатку позбавив титулів, а потім звелів стратити Констанція Галла.
- Алемани й франки вторгаються у Гельвецію.
- Написана визначна книга Хронограф 354 року, яка є джерелом ілюстрованих відомостей про Рим перших століть після Христа.
- Хронограф уперше згадує про булгар.

## Народились
- Августин Аврелій

## Померли
- Констанцій Галл